# Boeg (schip)

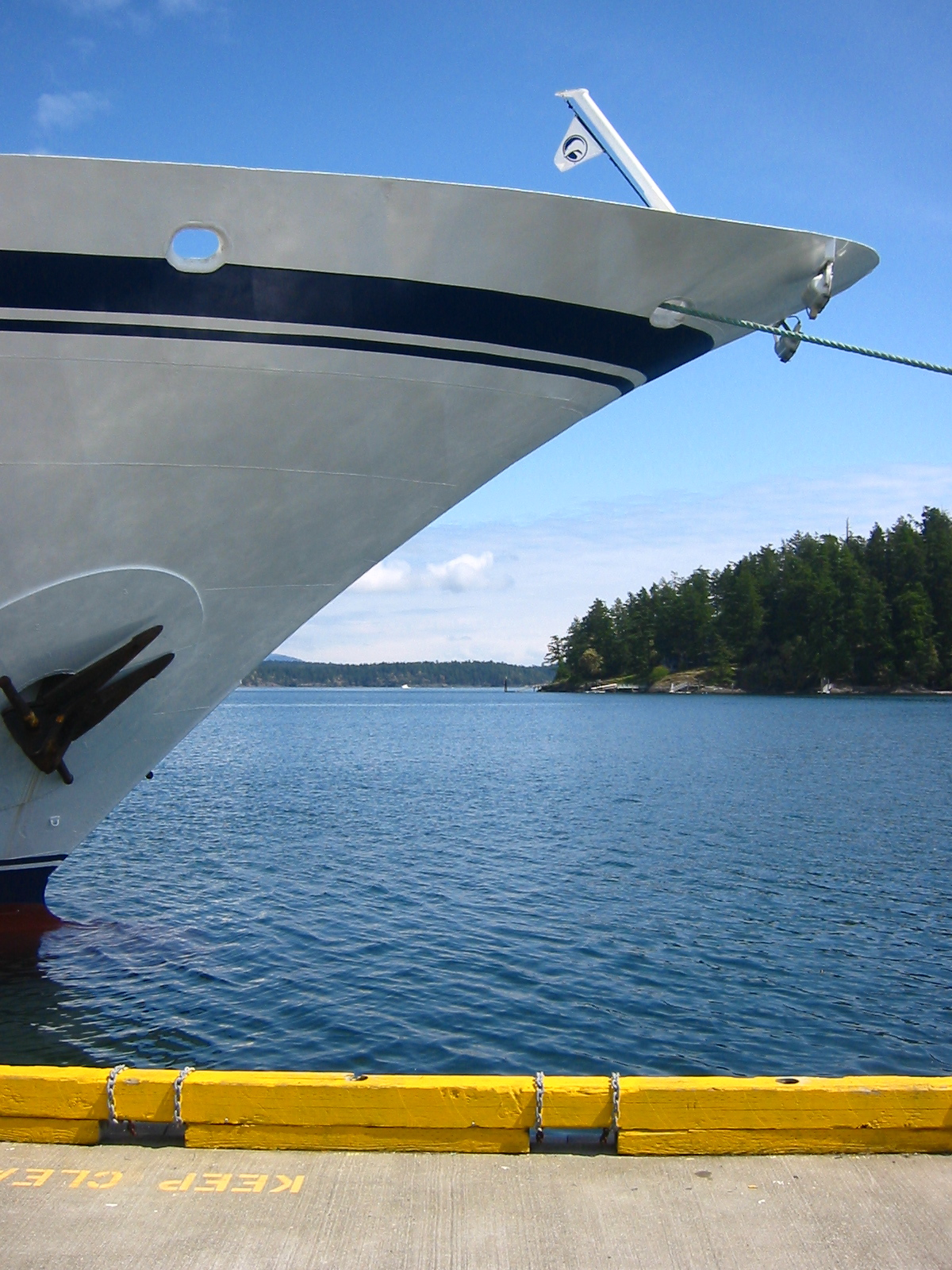
Boeg van het cruiseschip Spirit of Endeavour

De boeg is de voorsteven van een schip en vormt het voorste punt ervan. De meeste boegen zijn ontworpen om de scheepsweerstand en het stampen te verminderen. Veel zeeschepen zijn uitgerust met een bulbsteven om de golfweerstand te verminderen.
De constructie bestaat uit de bak en de voorpiek en achter het aanvarings- of voorpiekschot vaak de scheepsruimen.